# Aranysárga gyapjasmadár
Az aranysárga gyapjasmadár  (Dysmorodrepanis munroi) a madarak osztályának verébalakúak (Passeriformes) rendjébe és a pintyfélék (Fringillidae) családjába tartozó kihalt faj.
Az egyetlen ismert példányt, 1913-ban gyűjtötték és még kétszer figyelték meg, 1916-ban és 1918-ban. A kihalását az élőhelyek elvesztése okozta.

## Rendszerezés
A fajt korábban a különálló gyapjasmadárfélék (Drepanididae) családba sorolták.

## Előfordulása
Az Amerikai Egyesült Államokhoz tartozó Hawaii-szigeteken lévő, száraz erdők lakója volt.

## Megjelenése
Tollazata aranysárga.